# Dolf van der Scheer
Adolph Frederik „Dolf” van der Scheer (ur. 18 kwietnia 1909 w Zutphen, zm. 31 sierpnia 1966 w Rotterdamie) – holenderski łyżwiarz szybki, brązowy medalista mistrzostw świata i Europy.

## Kariera
Pierwszy sukces w karierze Dolf van der Scheer osiągnął w 1930 roku, kiedy wywalczył brązowy medal podczas mistrzostw świata w wieloboju w Oslo. W zawodach tych wyprzedzili go jedynie dwaj Norwegowie: Michael Staksrud oraz Ivar Ballangrud. W poszczególnych biegach był tam trzeci na 1500 m, piąty na 5000 m, szósty na 10 000 i siódmy na 500 m. Brązowy medal przywiózł także z rozgrywanych rok później mistrzostw Europy w Sztokholmie, gdzie uplasował się za dwoma Finami: Clasem Thunbergiem i Ossim Blomqvistem. Był tam drugi w biegach na 500 i 1500 m, trzeci na 5000 m oraz szósty na dystansie 10 000 m. Był też między innymi czwarty na mistrzostwach Europy w Davos w 1929 roku i rozgrywanych rok później mistrzostwach Europy w Trondheim. W pierwszym przypadku w walce o podium pokonał go Roald Larsen z Norwegii, a w drugim lepszy był kolejny Norweg, Thorstein Stenbek. W 1936 roku wziął udział w igrzyskach olimpijskich w Garmisch-Partenkirchen, gdzie jego najlepszym wynikiem było dziewiątce miejsce w biegu na 1500 m. na tych samych igrzyskach był też dziesiąty na 5000 m, czternasty na 500 m oraz szesnasty na dystansie 10 000 m.
W latach 1929 i 1933 zdobywał mistrzostwo Holandii w wieloboju.